# ホンダ・NSR500
NSR500(エヌエスアールごひゃく)は、ホンダ・レーシング(HRC)が開発した、2ストローク500ccV型4気筒エンジンを搭載した競技専用のオートバイである。

## 概要

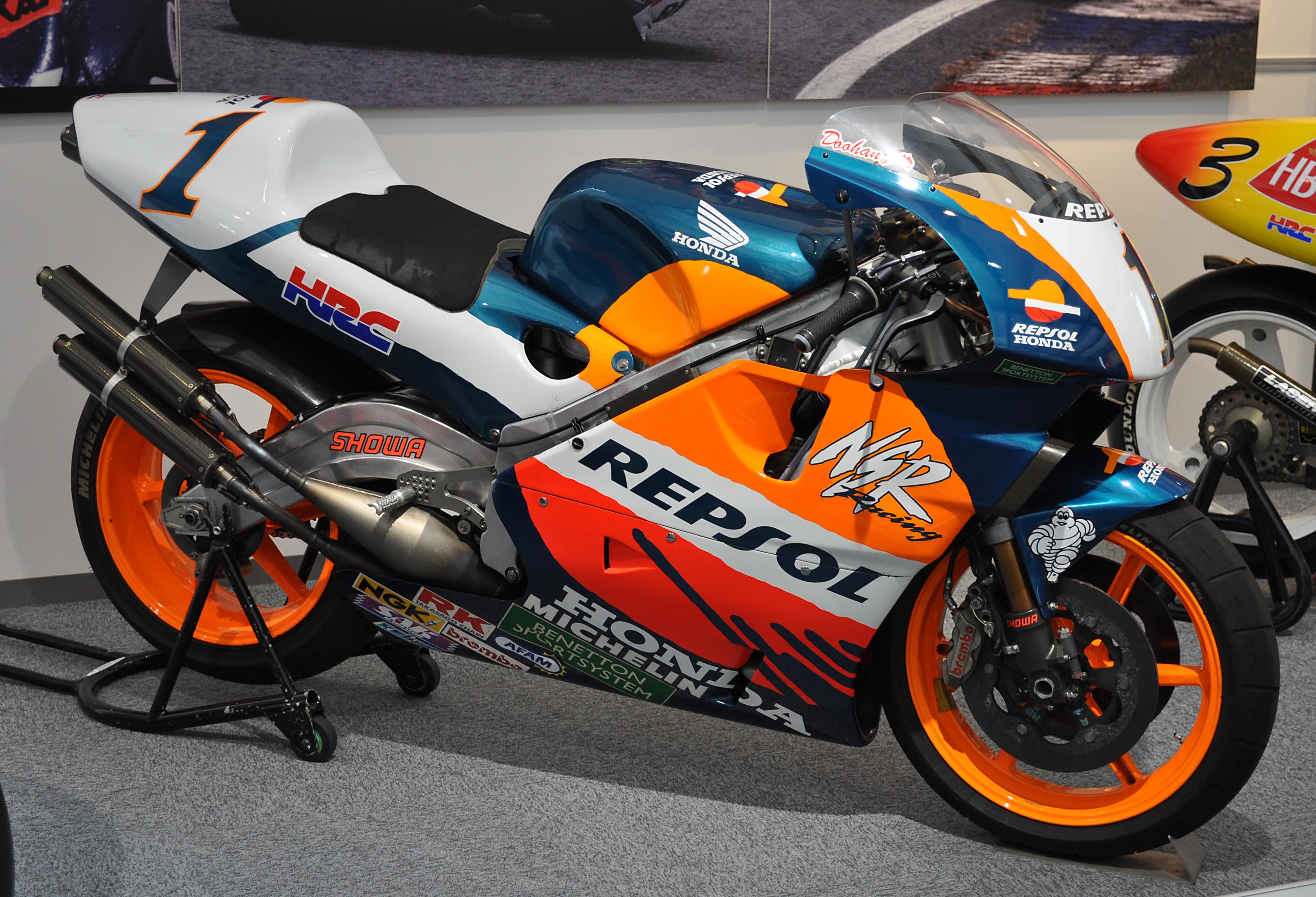
Honda NSR500 1995

1984年から2002年までの19シーズン、HRCからオートバイロードレース世界選手権(WGP)に投入された競技専用車両。NSRとは「New Sprint-racer of Research」の略称とされている。HRC社内呼称は「NV0(ゼロ)、大幅な設計変更を受けた01年以降はNV4(フォー)」の後ろにアルファベット順で開発年の順に割り振られている(EやFはエンジン用パーツやフレーム用パーツと混同しやすいので飛ばしている)。例えば、初代NSR500である84年型は「NV0A」85年型は「NV0B」86年型は「NV0C」87年型NSR500は「NV0D」という具合に「通しアルファベット順」とも言える社内呼称となっている。ただし例外はあり、89年型NSRはNV0Hだが、翌90年型NSR500は「90NV0H」となっている。これは、毎年開発年度順に社内で予算が組まれるのだが89年型と90年型がひとつの予算枠で開発された経緯によるもの。また「NV0O(オー)」「NV0I(アイ)」も飛ばされているが、これは数字の0(ゼロ)とアルファベットのO(オー)が紛らわしい、I(アイ)が1(ワン)と紛らわしいという理由である。また、00年仕様は殆ど変更点が無かったことから開発コードがNV0Zから変更されていない。
初代のNSR500で150ps、最終的には190psを超える最高出力を500ccと云う排気量から発揮した。年々のパワーアップ競争で常にライバルのヤマハやスズキをリードしていたと言われるが、ライダーのコントロール能力を超えるほどのハイパワーは諸刃の剣となる。その課題解決策として1992年に投入されたビッグバン・エンジン(不等間隔位相同爆エンジン)は、その後のGPマシン開発の方向性に大きな影響を与えたエポック・メイキングな技術であった。

### 4気筒化でパワーのホンダへ

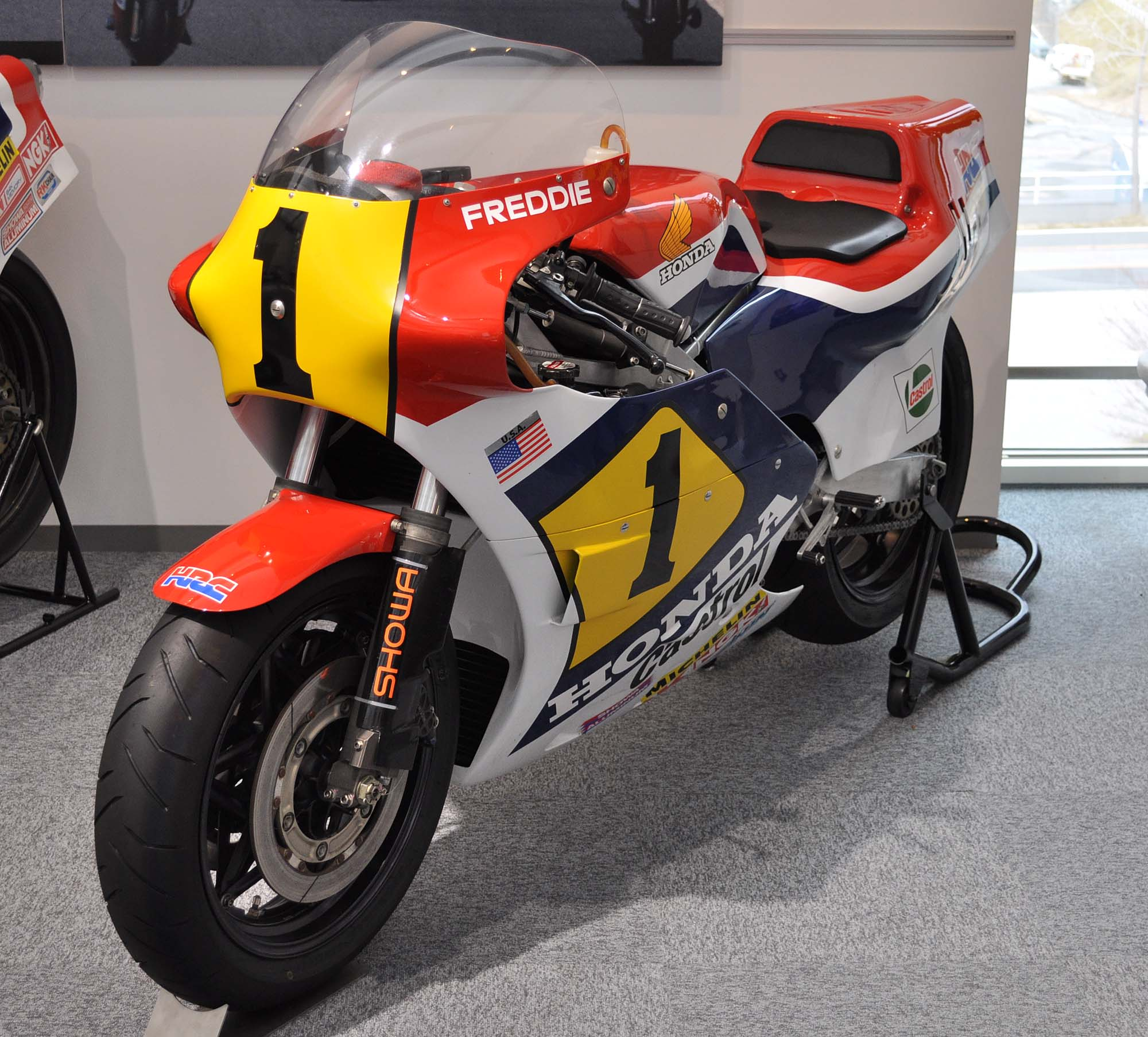
3気筒エンジン車のNS500

1983年当時、主力マシンであった2ストロークV型3気筒エンジンを搭載したホンダ・NS500は、小型・軽量・低重心を開発の主眼に置き、軽快な旋回性能とすばやい立ち上がり加速を特徴として、エースライダーのフレディ・スペンサーを中心にシーズンを戦った。各ラウンド全体をみると、低中速サーキットではマシン開発の目論見どおり、旋回および加速性能を発揮し優勝を含む好成績を収めたが、舞台が高速サーキットやアップダウンの激しいサーキットに移ると、絶対馬力に勝るV型4気筒エンジン搭載のヤマハ・YZR500の後塵を拝する結果となった。
そこでホンダは1983年シーズン当初から、将来のグランプリを長いスパンで戦い抜ける性能をもつ新型マシンの開発に着手し、ライバルのYZR500と同等かそれ以上のハイパワー、かつNS500で得た軽量・低重心を兼ね備えたパッケージを持つニューマシンがNSR500プロジェクトのスタートであった。

## 歴史

### 1984 - 1986年

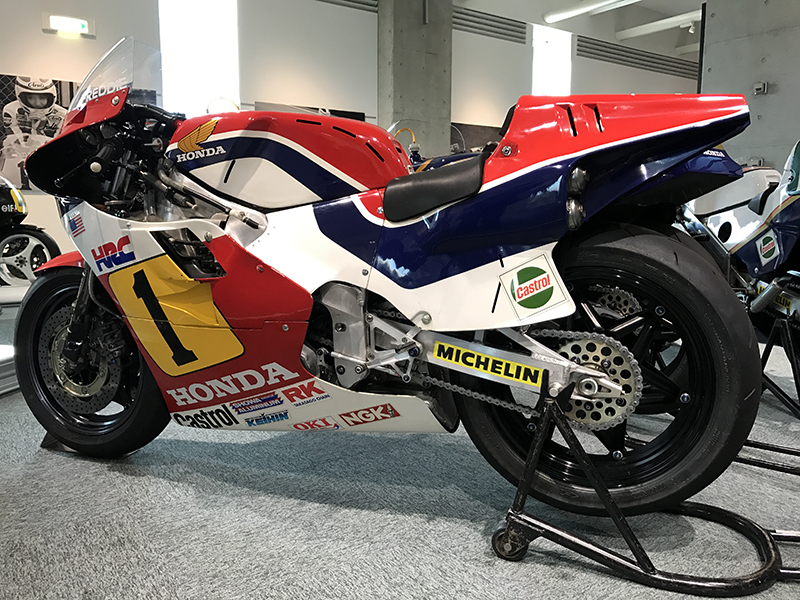
NSR500（TYPE-1）

約1年間の開発期間を経て登場した1984年モデルのTYPE-1は、通常はエンジンの真上にある燃料タンクがエンジン下にマウントされ、排気管をエンジンの上に通すという、独創的なレイアウトを採用。重い燃料タンクを車体下部に置いて重心を下げ、燃料の減少による操縦性の変化を抑えようという狙いがあったが、TYPE-1ではエンジン下の燃料タンク内に仕切り板を設けるなど前輪分布荷重を最後まで乱さない工夫をしていたが、それでもトランスアトランティックカップでのスペンサーの転倒でも判るように実際にはレース終盤になると前輪分布荷重が減り、相対的に後輪荷重が大きくなるという悪癖に悩まされ続けた。また、この特徴的なレイアウトによる熱害によるキャブレーション問題と、異常なほどの整備性の悪さも重なり、具体的には燃焼ガスによって高温に熱せられる排気チャンバーが吸気を熱してしまうというものだった。このキャブレーション問題をさらに詳しく言えば、ベルギーのスパ(第9戦)やオーストリアのザルツブルクリンク(第6戦)、ドイツのニュルブルクリンク(第5戦)などの標高の高いサーキットでは空気中の酸素濃度も薄くなるため熱害がさらに深刻になりプラグのカブりも酷くなって本来のパワーが出せないというものだった。また、整備性の問題はもっと酷く、通常であればエンジン上部にある燃料タンクを取り外せばアクセスできるエンジン周りが、排気チャンバーを外さないと整備やセッティング変更ができず、走行直後では、排気チャンバーは排気熱で非常に高温になっており、外すことも困難だったため、キャブレターのジェット変更やプラグ交換、プラグの焼け具合のチェックにすら苦難が伴ったというメンテナンス性の低さ等により、TYPE-1の独創的レイアウトは永く採用されなかった。翌1985年型のTYPE-2以降は燃料タンクがエンジンの上に、そして排気チャンバーはエンジン下を通る一般的なレイアウトに戻され、心臓部の2ストローク500ccエンジンは、1984年から1986年までシリンダー挟み角90度のV4エンジンで排気チャンバーは前方に伸びるレイアウトで、キャブレターは後方2気筒の背後に位置しており、1987年型のTYPE-D以降2002年の最終型まで挟み角112度のV4エンジンで排気チャンバーは前2気筒が前方、後2気筒が後方に伸び、キャブレターはVバンク内に位置するレイアウトとなった。ともに1軸クランクシャフトを採用。当初90度の挟み角で向かい合うシリンダーの間にキャブレターを配置する空間が取れず、後方2気筒の後ろにキャブレターを配置していた為、後方2気筒の排気ポートを前方に向けて取り回すより他はなく、排気チャンバーがエンジンの下側で複雑に絡み合う状態となっていた。

### 1987 - 1991年

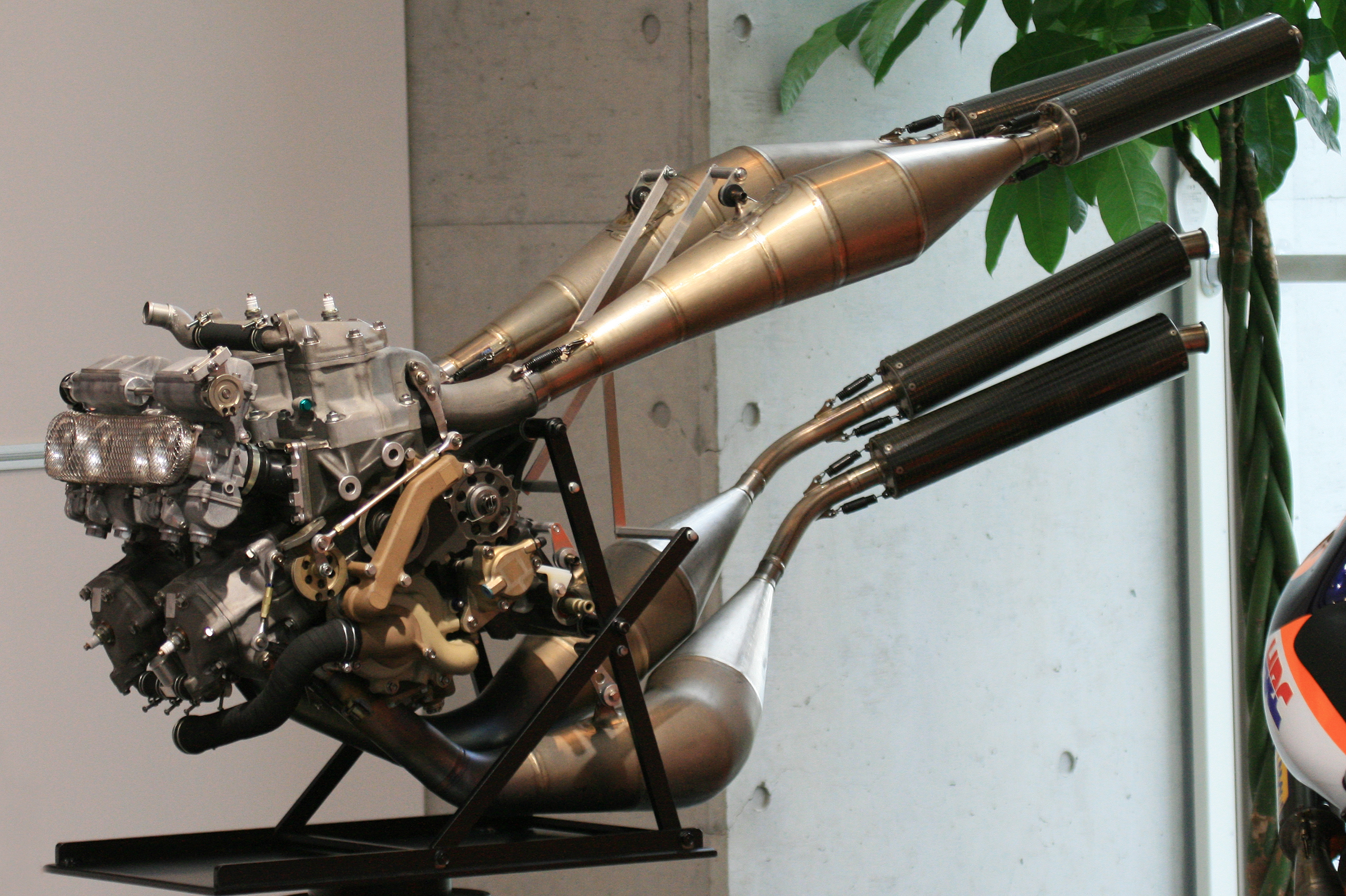
NSR500のエンジン

1987年以降、NS500の開発経験からシリンダーの挟み角を112度へと変更。互いに向き合うシリンダー間にキャブレターを置くレイアウトに変更。それにより、後ろ側2気筒はストレート形状の後方排気となり、車体下部のボリュームダウンと排気系の取り回しが改善されている。
1988年までは、シリンダーの点火順序は90度等間隔爆発方式、1989年にはサーキットの特性に合わせて、180度等間隔同爆仕様のエンジンを使用したと言われている。また、ヤマハやスズキと同様の2軸クランクシャフト方式のエンジンが試作されて研究されていたが、当時のHRC社長である福井威夫の「猿まねするな」の一言により実戦への投入の申請は却下された。
1991年に投入したフレームは2000年仕様まで設計が変更されていない。

### 1992 - 2002年
1992年には、それまでひたすらにハイパワーを追求して他社を引き離すという「馬力至上主義」ともいえる開発方針は転換され、ライダーに扱いやすい過渡特性でエンジン出力をタイヤへ導くことに着目した、不等間隔位相同爆方式と呼ばれる技術を採用。この新エンジンは、通称ビッグバン・エンジンと呼ばれ、シーズン序盤から圧倒的な優位性を発揮した。有り余るハイパワーを確実に路面に伝えるため、エンジン出力の過渡特性を改善した技術はこのシーズンを席捲し、エースのマイケル・ドゥーハンは開幕から連勝を重ねることとなる。1990年頃からNSRの開発に発言権を持ち始めたドゥーハンの意見により、ライダーに扱いやすいエンジン特性が重要視され始めた。また、マシンのパッケージに大きな変化を与えず、前年モデルをじっくりと熟成させていく方針もドゥーハンによるところが大きかったといわれる。
1997年シーズンには、このビッグバン・エンジンの技術をベースに、かつての等間隔爆発に近い点火順序を与えたスクリーマー・エンジン仕様のNSRが登場。この新しい試みのエンジンにテストで好感触を得たドゥーハンは、ただひとりスクリーマー・タイプのエンジンを選択。1989年以来、等間隔爆発のハイパワーエンジンで戦った過去の経験が充分に活かされ、このシーズンはドゥーハン単独で12勝をマーク。僚友のアレックス・クリビーレと岡田忠之のビッグバン仕様での勝利も合わせ、コンストラクターとしてシーズン全勝の記録を残す圧倒的な強さを示した。以降無鉛ガソリンとなった1998年から2002年の最終型まで、スクリーマータイプのエンジンが標準仕様となった。
1999年のドゥーハン引退に伴い、開発の方向性を見失って一時期は低迷しかけるが、2001年の大幅な設計変更を受け、イタリアの新鋭バレンティーノ・ロッシがシーズン11勝を挙げチャンピオンを獲得し、再び圧倒的な速さと輝きを取り戻す。2002年、加藤大治郎により最後の活躍を果たし、次世代のニューマシン、4ストローク990ccV型5気筒エンジン搭載のRC211Vへと主力の座を明け渡した。

## レース戦績

### NSR500でワールドチャンピオンを獲得したライダー
- 1985 WGP 500(フレディ・スペンサー)
- 1987 WGP 500(ワイン・ガードナー)
- 1989 WGP 500(エディ・ローソン)
- 1994 WGP 500(マイケル・ドゥーハン)
- 1995 WGP 500(マイケル・ドゥーハン)
- 1996 WGP 500(マイケル・ドゥーハン)
- 1997 WGP 500(マイケル・ドゥーハン)
- 1998 WGP 500(マイケル・ドゥーハン)
- 1999 WGP 500(アレックス・クリビーレ)
- 2001 WGP 500(バレンティーノ・ロッシ)

### NSR500で参戦した主なライダー

#### WGP
- フレディ・スペンサー
- ワイン・ガードナー
- エディ・ローソン
- ランディ・マモラ
- レイモン・ロッシュ
- ロン・ハスラム
- ニール・マッケンジー
- ピエールフランチェスコ・キリ
- シト・ポンス
- マイケル・ドゥーハン
- ドミニク・サロン
- ダリル・ビーティー(1992年全日本選手権500ccクラスチャンピオン)
- アレックス・クリビーレ
- アルベルト・プーチ
- カルロス・チェカ
- ルカ・カダローラ
- ジョン・コシンスキー
- マックス・ビアッジ
- アレックス・バロス
- ロリス・カピロッシ
- バレンティーノ・ロッシ
- 八代俊二(NSR500の開発に貢献)
- 伊藤真一(1991年全日本選手権500ccクラスチャンピオン)
- 岡田忠之
- 青木宣篤
- 加藤大治郎
- 原田哲也

#### 全日本ロードレース選手権
- 阿部孝夫（NSR500の初期開発に貢献）
- 木下恵司（1986年全日本選手権500ccクラスチャンピオン）
- 宮城光
- 辻本聡
- 岩橋健一郎
- 鶴田竜二
- 阿部典史（1993年全日本選手権500ccクラスチャンピオン）

## 画像

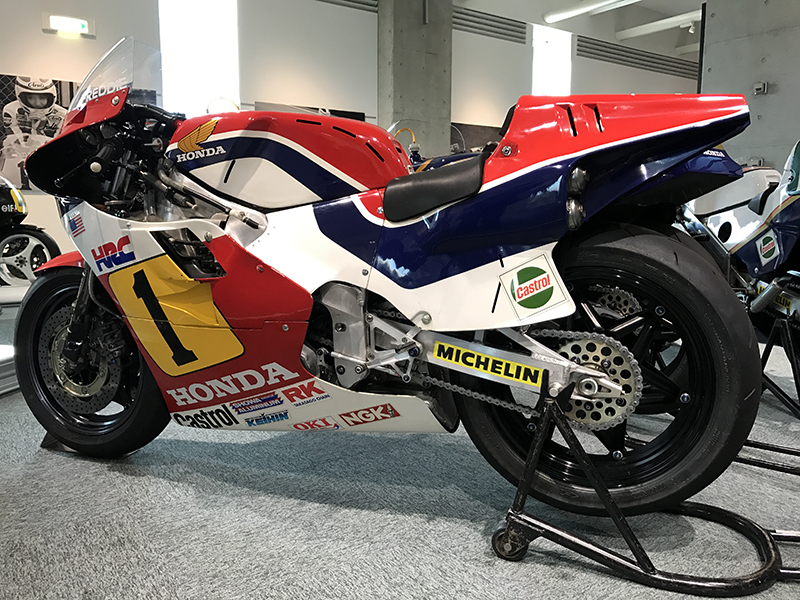
1984年型NSR500（フレディ・スペンサー車）
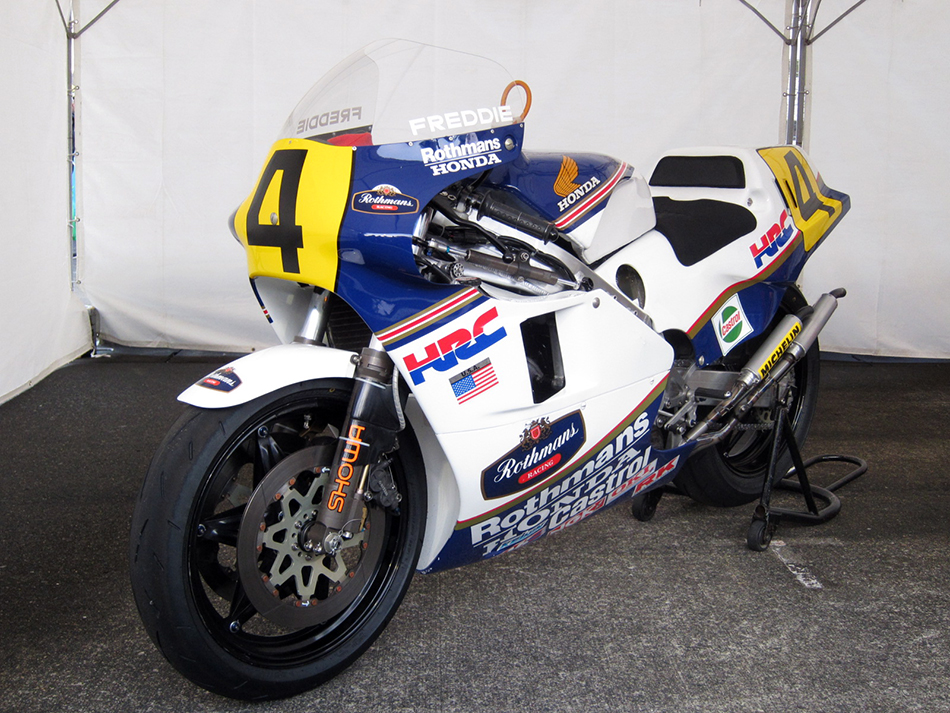
1985年型NSR500（フレディ・スペンサー車）
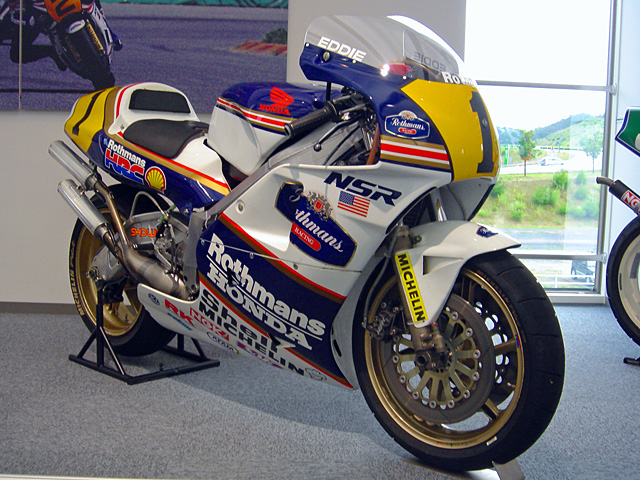
1989年型NSR500（エディ・ローソン車）
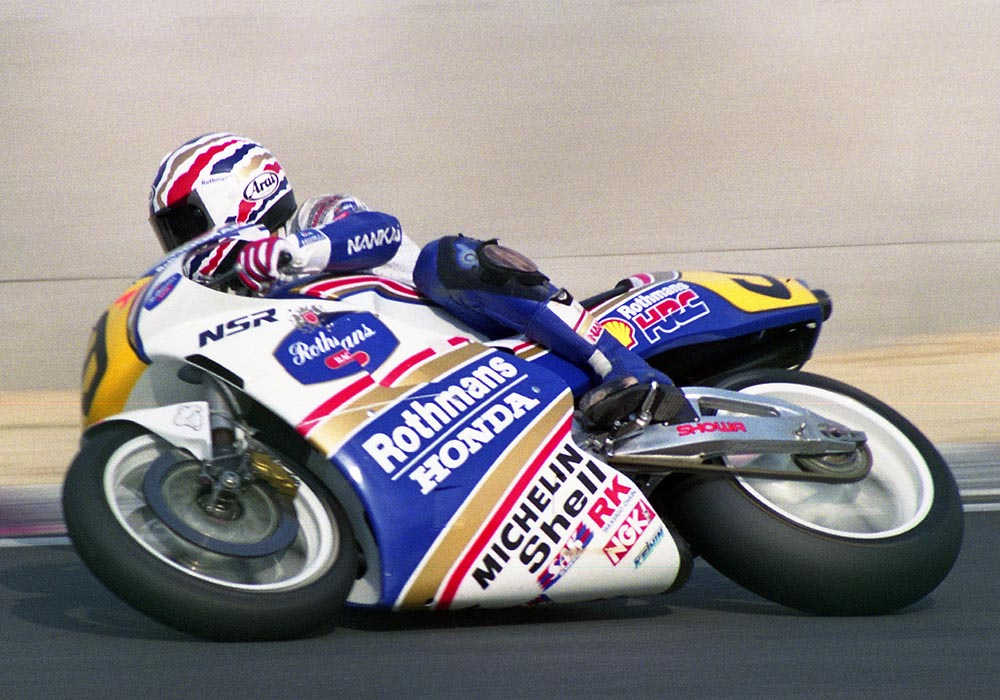
NSR500に乗るマイケル・ドゥーハン（1990年日本GP）
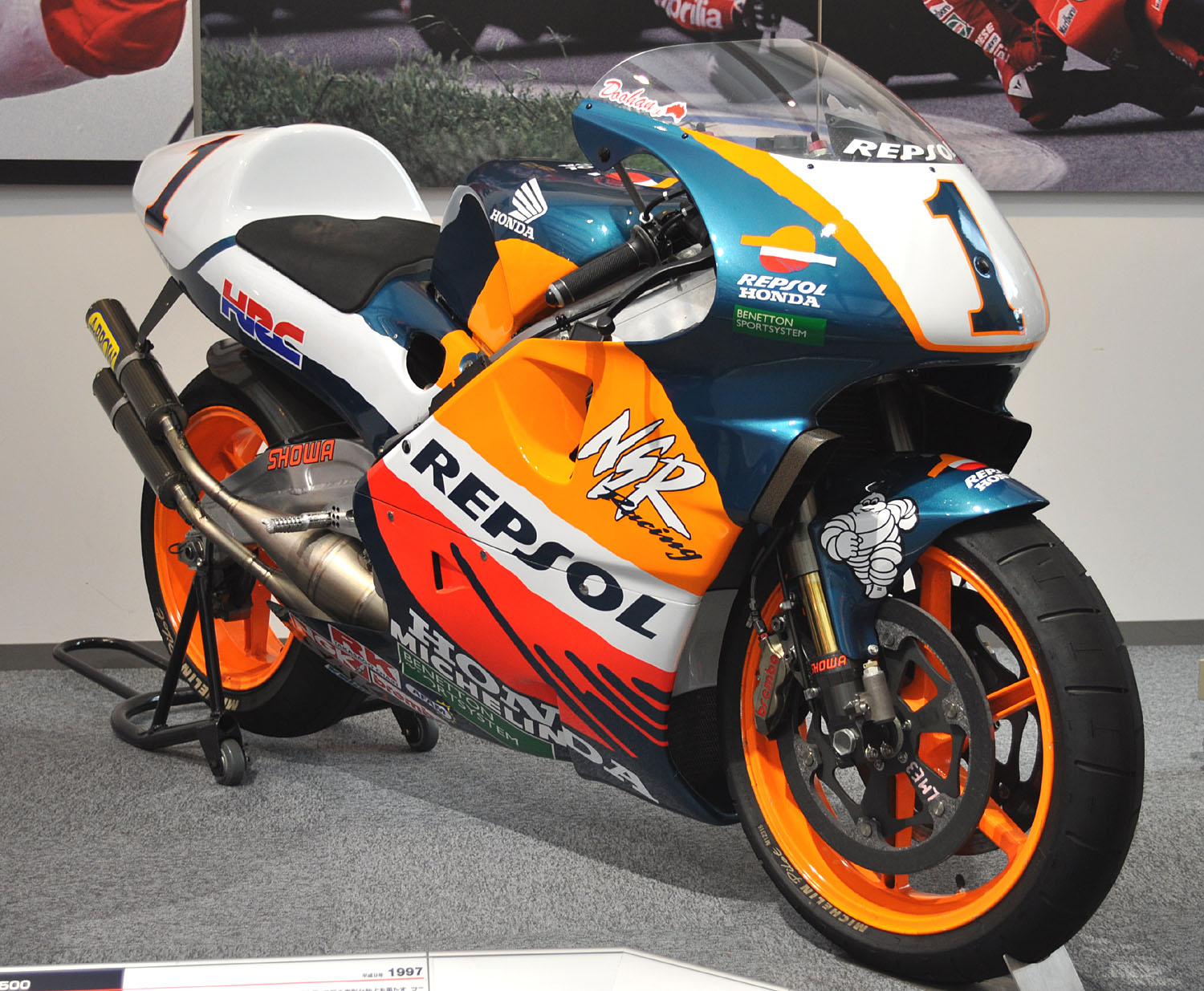
1997年型NSR500（マイケル・ドゥーハン車）
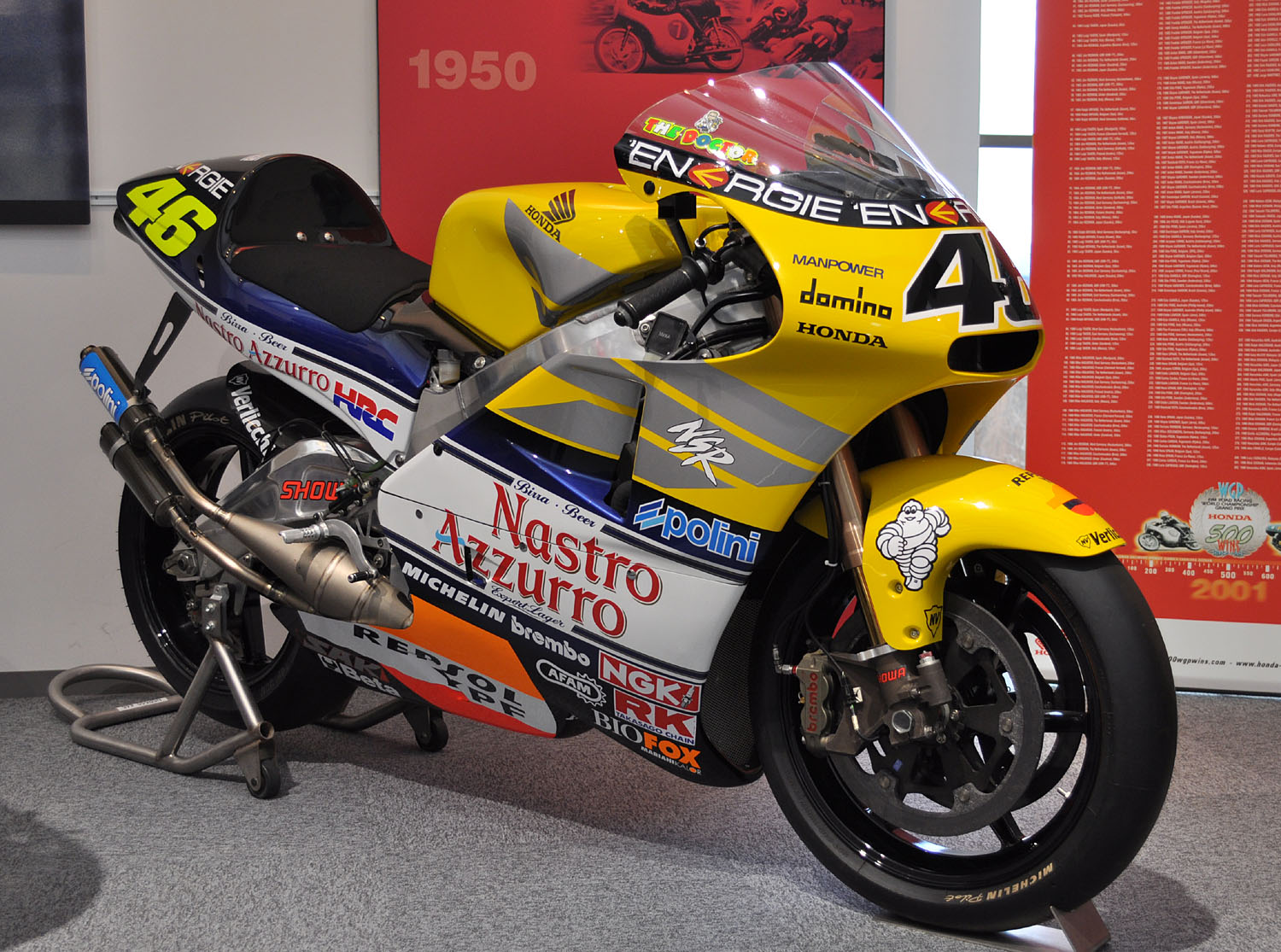
大きく設計変更を受けた2001年型NSR500（バレンティーノ・ロッシ車）